# Прищепівка (Новоукраїнський район)
Прище́півка — село в Україні, у Новомиргородській міській громаді Новоукраїнського району Кіровоградської області. Населення становить 628 осіб. Орган місцевого самоврядування — Капітанівська селищна рада.

## Географія
Село розташоване в степовій місцевості; рельєф рівнинний. На околиці села розташований Лукінський яр.

## Історія
Прищепівка була штучно утворена в XX столітті як виселок у зв'язку з заснуванням Капітанівського бурякорадгоспу.
23 лютого 1960 року село назване на честь Героя Соціалістичної Праці, керуючого відділком радгоспу Германа Івановича Прищепи (1900—1954).

## Населення
Згідно з переписом УРСР 1989 року чисельність наявного населення села становила 463 особи, з яких 217 чоловіків та 246 жінок.
За переписом населення України 2001 року в селі мешкали 323 особи.

### Мова
Розподіл населення за рідною мовою за даними перепису 2001 року:
| Мова       | Відсоток |
| ---------- | -------- |
| українська | 96,59 %  |
| російська  | 1,86 %   |
| білоруська | 1,24 %   |
| інші       | 0,31 %   |

## Інфраструктура
У Прищепівці розташовані чотири двоповерхові житлові будинки, клуб, фельдшерський пункт та магазин. Село газифіковане.

### Економіка
У селі діє сільськогосподарське підприємство ТОВ «Прищепівка».

### Транспорт
На околиці села знаходиться залізнична платформа Радгоспна, що робить зручним дизельне сполучення з райцентром, а також містами Сміла, Мала Виска та Помічна.
Частина вулиць Прищепівки вкрита бруківкою. Поряд з селом проходить міжрайонна автомобільна дорога Новомиргород — Сміла. Регулярні перевезення здійснюють рейсові автобуси сполученням:
- Капітанівка — Кропивницький
- Новомиргород — Черкаси
- Оситняжка — Кропивницький

### Вулиці
У Прищепівці налічується 7 вулиць:
- Красіна вул.
- Миру вул.
- Свердлова вул.
- Скопця вул.
- Суворова вул.
- Хмельницького Богдана вул.
- Чайковського вул.

## Пам'ятки
У Прищепівці розташоване православна церква Дмитра Солунського. Її відкриття та освячення відбулося 8 листопада 2010 року.

### Пам'ятники
| Назва                             | Розташування                                     | Дата встановлення | Фото | Короткі відомості |
| Радянських воїнів братська могила | в центрі села, навпроти адміністративної будівлі |                   |      | У братській могилі біля пам'ятника поховано 50 радянських солдат, імена 30 з яких вказані на трьох могильних плитах. |
| Ліпатова Б. К. могила             | біля залізничного переїзду                       | 1944              |      | У могилі похований радянський солдат Б. К. Ліпатов (1923—1944)                                                       |
| Володимиру Леніну пам'ятник       | біля адміністративної будівлі(демонтовано)       |                   |      | |